# 木型製作技能士
木型製作技能士（きがたせいさくぎのうし）とは、国家資格である技能検定制度の一種で、都道府県知事（問題作成等は中央職業能力開発協会、試験の実施等は都道府県職業能力開発協会）が実施していた、木型製作に関する学科及び実技試験に合格した者をいった。